# Alexander Szczechura
Alexander „Alex” Szczechura (ur. 1 maja 1990 w Brantford, Ontario) – kanadyjski hokeista pochodzenia polskiego. Reprezentant Polski.
Jego brat Paul (ur. 1985) także został hokeistą. Obaj bracia są synami Roberta i Susan, mają polskie pochodzenie (obywatelami polskimi byli ich dziadkowie od strony ojca).

## Kariera
- Brantford 99ers Minor Midget AAA (2005-2006)
- Brantford Golden Eagles (2006-2008)
- Brantford Eagles (2008-2009)
- Penticton Vees (2009-2010)
- Ohio State Buckeyes (2010-2014)
- Kalamazoo Wings (2014)
- Rapid City Rush (2014)
- Orlik Opole (2015-2016)
- Ciarko PBS Bank STS Sanok (2016)
- Orlik Opole (2016-2017)
- GKS Tychy (2017-2022)
- Re-Plast Unia Oświęcim (2022-2023)
- Podhale Nowy Targ (2023-)

Karierę rozwijał w rodzinnym mieście w Brantford. Z drużyną zdobył mistrzostwo ligi Greater Ontario Junior Hockey League (GOJHL). Później przez cztery lata występował w drużynie amerykańskiej uczelni Ohio State University w akademickich rozgrywkach NCAA. Od października do grudnia 2014 był zawodnikiem drużyny Rapid City Rush w lidze ECHL. Od lipca 2015 zawodnik Orlika Opole w rozgrywkach Polskiej Hokej Ligi. Od 31 stycznia 2016 zawodnik STS Sanok. Od lipca 2016 ponownie zawodnik Orlika Opole. W drugiej połowie 2016 podjął starania zmierzającego do formalnego potwierdzenia polskiego obywatelstwa. Od maja 2017 zawodnik GKS Tychy. Na początku stycznia 2021 ogłoszono transfer jego brata Paula do tej drużyny. W maju 2022 ogłoszono jego angaż w Re-Plast Unii Oświęcim (wraz z nim do tego klubu przeszedł wtedy Amerykanin pochodzenia polskiego Michael Cichy, z którym wspólnie występował w kolejnych klubach w Polsce od 2015). W połowie 2023 Cichy i Szczechura zostali zaangażowani przez Podhale Nowy Targ.
W październiku 2016 został powołany przez selekcjonera Jacka Płachtę na zgrupowanie kadry Polski. 3 listopada 2016 zadebiutował w reprezentacji Polski w meczu przeciw Węgrom podczas turnieju z cyklu EIHC.

## Sukcesy
Klubowe
- Sutherland Cup – mistrzostwo GOJHL: 2009 z Brantford Eagles
- Finał Superpucharu Polski: 2017 z GKS Tychy
- Puchar Polski: 2017 z GKS Tychy
- Złoty medal mistrzostw Polski: 2018, 2019, 2020[18] z GKS Tychy
- Superpuchar Polski: 2018, 2019 z GKS Tychy
- Brązowy medal mistrzostw Polski: 2021 z GKS Tychy, 2023 z Unią Oświęcim
- Finał Pucharu Polski: 2022 z Tauron Re-Plast Unia Oświęcim

Indywidualne
- Polska Hokej Liga (2017/2018)[19]:
  - Czwarte miejsce w klasyfikacji asystentów w sezonie zasadniczym: 31 asyst